# 258-я пехотная дивизия (вермахт)
258-я пехотная дивизия (нем. 258. Infanterie-Division) — тактическое соединение сухопутных войск вооружённых сил нацистской Германии периода Второй мировой войны.

## Районы боевых действий
- Германия (август 1939 — май 1940);
- Франция (май — июнь 1940);

## Боевой путь дивизии
После формирования дивизия была переброшена в Южную Польшу, где стала резервом группы армий «Юг».

### Польская кампания вермахта
В конце польской кампании дивизия осталась в составе оккупационных войск Польши в декабре 1939 года и перешла в район Саарбрюккена, где оставалась в обороне даже на начальном этапе операции «Красный» — нападения на Францию.

### Французская кампания
14 июня 1940 года дивизия атаковала линию Мажино и после успешного прорыва продвинулась в направлении Нанси.

### Операция «Барбаросса»
С первых этапов операции «Барбаросса» 258-я дивизия участвовала в первых боях по окружению под Белостоком, а во время Смоленской битвы занимала оборонительную позицию, сначала на южном фланге группы армий «Центр», южнее Могилёва, а затем, после наступления Гудериана на юг, защищая левый фланг своей танковой группы.

### Битва за Москву
К октябрю 1941 года группа армий «Центр» смогла, наконец, начать операцию «Тайфун», нападение на Москву. Дивизия была присоединена к XL танковому корпусу, входившему в состав 4-й танковой группы для наступления. В считанные дни советская оборона  рухнула, открыв  путь к советской столице, но в то же время осенние дожди (Распутица) а вместе с ними тревожно ухудшилась ситуация со снабжением. Войска были вынуждены жить за счёт местности, добывая корм для скота, картофеля и угля. Службы снабжения начали использовать местные повозки  в качестве единственного надёжного транспорта, но их низкая пропускная способность означала, что дивизия получала лишь одну четвёртую часть своих потребностей в боеприпасах. Также потери в вооружении восполнялись за счёт использования трофейной русской техники.
В журнале боевых действий германской 258-й пехотной дивизии, которая взяла Лукина в плен, этот эпизод описан несколько иначе. Пленённые советские командиры и их немецкий конвой попали под огонь группы красноармейцев, вырывавшихся из окружения, и Лукин был ранен советской винтовочной пулей.
Утром 14 октября 1941 года бойцы 33-й советской армии вступили в соприкосновение с передовыми частями немцев и нанесли ему мощный удар, захватив при этом первых пленных — солдат 258-й немецкой пехотной дивизии.
21 октября 1941 года части 258-й пехотной дивизии ворвались в Наро-Фоминск.
Дивизия продвигалась по грязи, наконец достигнув города Химки, расположенного в восьми километрах от Москвы.
Уильям Ширер излагает следующий эпизод: «2 декабря разведывательный батальон 258-й пехотной дивизии проник в Химки, пригород Москвы, откуда были видны шпили кремлёвских башен; однако на следующее утро батальон был оттеснён из Химок несколькими русскими танками и разношёрстным отрядом наскоро мобилизованных рабочих города.». Возможно, у Ширера путаница с датами, возникшая из-за того, что 2 декабря был совершён последний порыв немцев под Москвой, обросший легендами. Но это произошло на участке 5-й армии, то есть под Звенигородом.

Старый мост через канал им. Москвы. Мост сфотографирован накануне разборки, он закрыт, рядом действующий новый мост.

#### Наро-Фоминская операция
Утром 1 декабря 1941 года, части 258-й пехотной дивизии, при поддержке танков, первыми начали прорыв советской обороны. Им противостояли бойцы 222-й стрелковой дивизии
Бои за населённые пункты Бурцево и Юшково вызвали большие потери, из-за понижения температуры до −35 °C произошло множество выходов из строя из-за обморожений.
В период с февраля 1942 по июль 1942 года дивизия оставалась на оборонительных позициях к востоку от Вязьмы.
Зимние бои 1941/2 лишили дивизию боеспособности пехоты, и первоначально она могла защищать только узкий сектор.
По мере поступления новых частей пехотные батальоны были перестроены, а сектор обороны, который они контролировали, продолжал расширяться, пока к февралю 1943 года он не вырос до более чем 40 километров.

### Курск
После окружения 6-й армии под Сталинградом атаки Советского зимнего наступления продолжали колебаться по всему Восточному фронту.

### Ясско-Кишинёвская операция
В Яссийском котле (Румыния) 258-я пехотная дивизия была полностью уничтожена.

## Боевой состав дивизии
- 458-й пехотный полк
- 478-й пехотный полк
- 479-й пехотный полк